# Bitva u Sandfonteinu
Bitva u Sandfonteinu (anglicky Battle of Sandfontein, německy Schlacht bei Sandfontein) byla bitva na africkém bojišti první světové války. Odehrála se 26. září 1914 na území Německé jihozápadní Afriky (dnešní Namibie) mezi jednotkami Německé říše a jednotkami Jihoafrické unie.